# آلن ورتیمر
آلن ورتیمر (انگلیسی: Alain Wertheimer؛ زادهٔ ۱۹۴۹) کارآفرین، سرمایه‌دار، بازرگان و مدیر ارشد اجرایی فرانسوی است، که با برادرش ژرار ورتیمر، مالکین اصلی شرکت شنل اس. ای. بشمار می‌آیند.